# Giovanni Scatturin
Giovanni Scatturin, né le 30 mai 1893 à Venise et mort le 11 octobre 1951 à Rosario en Argentine, est un rameur d'aviron italien.

## Palmarès

### Jeux olympiques
- Anvers 1920
  -  Médaille d'or en deux barré.
- Paris 1924
  -  Médaille d'argent en deux barré.

### Championnats d'Europe
- Championnats d'Europe d'aviron de 1910
  -  Médaille d'argent
- Championnats d'Europe d'aviron de 1923
  -  Médaille d'argent
- Championnats d'Europe d'aviron de 1924
  -  Médaille de bronze[1]